# André Goeuriot
André Eugène Goeuriot (Jarny, 21 marzo 1921 – Ivry-sur-Seine, 17 dicembre 1973) è stato un cestista francese.

## Carriera
Con la Francia ha disputato due edizioni dei Campionati europei (1946, 1947).